# Bród Mały
Bród Mały – przysiółek wsi Bród Nowy w Polsce położony w województwie podlaskim, w powiecie suwalskim, w gminie Suwałki.
W latach 1975–1998 miejscowość administracyjnie należała do województwa suwalskiego.